# Отлица
Отлица (на словенски: Otlica) е село в Словения, регион Горишка, община Айдовшчина. Според Националната статистическа служба на Република Словения през 2015 г. селото има 294 жители.